# Iguanura ambigua
Iguanura ambigua är en enhjärtbladig växtart som beskrevs av Odoardo Beccari. Iguanura ambigua ingår i släktet Iguanura och familjen Arecaceae. Inga underarter finns listade i Catalogue of Life.